# Ascorhynchus castelli
Ascorhynchus castelli is een zeespin uit de familie Ascorhynchidae. De soort behoort tot het geslacht Ascorhynchus. Ascorhynchus castelli werd in 1881 voor het eerst wetenschappelijk beschreven door Dohrn. 